# La bella Angèle
La bella Angèle (en francès La belle Angèle) és un quadre pintat per Paul Gauguin l'estiu del 1889 a Pont-Aven (Bretanya), on retrata a Madame Satre. Es coneix per la referència núm. 315 del catàleg de Wildenstein.

## Context
Marie-Angélique Satre (1868-1932) era la filla d'Yves Cannevet, propietari d'un cafè a Pont-Aven, i la dona de Frédéric-Joseph Satre, futur alcalde del poble. Tenia la fama de ser una de les dones més belles de la comarca. En gratitud per donar-li crèdit, Gauguin va decidir regalar-li un retrat. Anys més tard, el 1920, Madame Satre en va relatar les circumstàncies:
«Gauguin era ben dolç i ben miserable [...]. Sempre deia al meu marit que volia fer el meu retrat, de manera que un dia, el va començar […] Però quan me'l va mostrar, li vaig dir: "Quin horror!" i que ja se'l podia emportar [...]. Gauguin es va quedar molt trist i deia, tot decebut, que mai havia aconseguit un retrat tant bo com aquest».

## Descripció
Gauguin infringeix les regles tradicionals de la perspectiva i de la composició espacial. Seguint l'estil de les estampes japoneses, retalla el retrat amb un cercle sobre un fons decoratiu, fent un joc de plans interposats. El vestit tradicional de gala de la jove, el posat rígid i la inscripció en majúscules la belle angele, intensifiquen l'aspecte solemne. A l'esquerra representa una ceràmica del Perú, lloc on tenia arrels familiars i hi havia passat la infantesa.
Theo van Gogh, el germà de Vincent van Gogh i marxant de Gauguin, va apreciar el quadre i el descriu en una carta al seu germà:
«L'expressió de la cara i l'actitud estan molt ben trobades. La dona és una mica com una vedella, però té alguna cosa tant fresca, i a més també alguna cosa tant rústica, que és molt agradable de veure.»

## Historial
Després del rebuig de la família Satre, va ser comprat per Edgar Degas, per 450 francs, en la subhasta de l'Hôtel Drouot de 1891. Posteriorment, el 1918, va ser adquirit per Ambroise Vollard per 3.200 francs (equivalent a uns 4.800 euros del 2009). El 1927 el va donar a l'estat francès, assignat primer al Museu del Luxembourg, després al Museu del Louvre i des del 1986 al Museu d'Orsay.
L'obra està publicada en el catàleg de Wildenstein de 1964 amb el número 315, i en el catàleg de Gabriele Sugana de 1972 amb el número 156.
Actualment, a Pont-Aven hi ha un carrer dedicat al quadre: Rue de la Belle Angèle.